# فلافيو بولسونارو
فلافيو بولسونارو (من مواليد 30 أبريل 1981) سياسي برازيلي، ومحامي ورجل أعمال، وهو الابن الأكبر للرئيس البرازيلي جاير بولسونارو.
كان عضوًا في الجمعية التشريعية لولاية ريو دي جانيرو من 2003 إلى 2019، وكان منتسبًا إلى الحزب الاجتماعي الليبرالي.
أخوته كارلوس بولسونارو عضو مجلس مدينة ريو دي جانيرو منذ عام 2001، وإدواردو بولسونارو عضو مجلس النواب منذ عام 2015.
في عام 2018 تم انتخاب بولسونارو لمجلس الشيوخ الفيدرالي عن ولاية ريو دي جانيرو، بعد أن حصل على 4.38 مليون صوت (31.36٪).
تم اتهام بولسونارو بعلاقاته مع فرق الموت في ريو دي جانيرو.
في 25 أغسطس 2020 جاءت نتيجة اختباره إيجابية لـ كوفيد 19. بعد أقل من أسبوعين، أعلن أنه شُفي من الفيروس.
في 28 سبتمبر 2020 ذكرت أو غلوبو أن بولسونارو قد أدين بالكسب غير المشروع وغسل الأموال، مستشهدة بلائحة اتهام من 300 صفحة اطلعت عليها المنفذ، أصدر مكتب المدعي العام في ريو دي جانيرو بيانًا ينفي فيه تقديم أي رسوم كاريكاتورية في تلك المرحلة. ومع ذلك ففي 3 نوفمبر أعلن مكتب المدعي العام أنهم طلبوا من المحكمة في 16 أكتوبر الموافقة على لوائح الاتهام ضد بولسونارو وستة عشر آخرين بتهمة التورط المزعوم بين عامي 2007 و2018 في مخطط يُعرف باسم تقسيم الأجور. بعد إعلان نوفمبر أصدر بولسونارو بيانًا ينفي ارتكاب أي مخالفات ويعبر عن ثقته في عدم وجود دليل من شأنه أن يدفع القاضي إلى الموافقة على الرسوم.